# Fred Hendschel
Frederick Hendschel (* 9. August 1879 in Stephanskirchen, Deutschland; † 14. Februar 1916 in New York City) war ein US-amerikanischer Schwimmer.

## Karriere
Hendschel nahm 1900 an den Olympischen Spielen in Paris teil. In den Wettbewerben über 200 m Freistil und 200 m Hindernis scheiterte er jeweils im Vorlauf.